# لنگ کریک (اورگن)
لنگ کریک (به انگلیسی: Long Creek) شهری در شهرستان داگلاس ایالت اورگن است و در سرشماری سال ۲۰۱۱ میلادی، ۱۹۵ نفر جمعیت داشته که نسبت به سال ۲۰۱۰، −۱٫۰۲ درصد رشد جمعیت داشته‌است.

## موقعیت جغرافیایی
موقعیت جغرافیایی شهرها و مناطق اطراف به شرح زیر است: